# French Open 1977 (Badminton)
Die French Open 1977 im Badminton fanden vom 2. bis zum 3. April 1977 im Gymnase des Fossés-Jean in Colombes statt. Es war die 47. Auflage des Championats.

## Titelträger und Finalisten
| Disziplin    | Gold                         | Silber                             |
| ------------ | ---------------------------- | ---------------------------------- |
| Herreneinzel | David Hunt                   | Peter Penneket                     |
| Dameneinzel  | Inge Rozemeijer              | Sylvia Robbe                       |
| Herrendoppel | Duncan Bridge Brian Keeling  | Bo Omosegaard Søren Haldager       |
| Damendoppel  | Sylvia Robbe Inge Rozemeijer | Patricia Assinder Françoise Kaiser |
| Mixed        | David Hunt Patricia Assinder | Steve Stranks Inge Rozemeijer      |

## Referenzen
- http://web.archive.org/web/20131205132349/http://badminton76.fr/histof.html